# پیتای گوشدار
پیتای گوشدار (نام علمی: Hydrornis phayrei) نام یک گونه از تیره پیتا است. این گونه در بنگلادش، کامبوج، جمهوری خلق چین، لائوس، میانمار، تایلند و ویتنام حضور دارد. زبستگاه این پرنده جنگل‌های نواحی گرمسیری و نیمه‌گرمسیری است.